# Henri Demarquette
Henri Demarquette est un violoncelliste français né en 1970.

## Biographie
« Musicien passionné et personnalité aux facettes multiples, Henri Demarquette joue du violoncelle comme on embrase une forêt profonde ; pas un de ses coups d'archet ne laisse indifférent car il réveille l'inconscient de la musique »  O. Bellamy (Le Monde de la Musique). 
Henri Demarquette, né en 1970, entre à 13 ans au Conservatoire national supérieur de musique de Paris, où il étudie avec Philippe Muller et Maurice Gendron. Titulaire d’un premier prix à l’unanimité, il travaille également avec Pierre Fournier et Paul Tortelier, puis, avec Janos Starker à Bloomington aux États-Unis.
Sa carrière prend un essor international qui le conduit dans de nombreuses capitales accompagné des plus grands orchestres français ou étrangers ou en compagnie de ses partenaires pianistes privilégiés : Boris Berezovsky, Michel Dalberto, Jean-Bernard Pommier, Fabrizio Chiovetta, Vanessa Benelli-Mosell ou Jean-Frédéric Neuburger.
Henri Demarquette joue également en duo avec l’accordéoniste Richard Galliano un programme éclectique s’étendant de Bach à Galliano. En 2014, ce duo a créé « Contrastes » pour accordéon, violoncelle et orchestre composé par Richard Galliano.
Depuis 2015 il se produit en quatuor à cordes aux côtés d'Augustin Dumay, Svetlin Roussev et Miguel da Silva.
Il est le créateur du concerto pour violoncelle de Michel Legrand qui fait l'objet d'un enregistrement sous le label Sony avec l'Orchestre philharmonique de Radio-France dirigé par Mikko Franck.  
Henri Demarquette est l'initiateur de « Vocello », une formation originale pour violoncelle et chœur a cappella avec l'Ensemble Vocal Sequenza 9.3. dirigé par Catherine Simonpietri. Ce programme réunit des œuvres de la Renaissance en regard aux musiques contemporaines. Depuis 2012 de nombreuses œuvres nouvelles ont été composées pour cette formation. Courant 2016 « Vocello » a été en résidence au Collège des Bernardins. 
Depuis 2012, il est invité par Michel Onfray à intervenir dans le cadre de l’Université Populaire de Caen. En compagnie de Jean-Yves Clément, essayiste, poète, musicien, il évoque divers aspects de la musique sous forme de causeries-conférences.
Cette ouverture d’esprit se reflète dans une discographie éclectique, couronnée de nombreuses distinctions en France et à l’étranger.
Henri Demarquette a reçu de l'académie des Beaux-Arts le Prix de la Fondation Simone et Cino del Duca.
Il joue « le Vaslin », violoncelle créé par Stradivarius en 1725, confié par LVMH/Moët Hennessy Louis Vuitton.

## Discographie sélective
- Ludwig van Beethoven : Trios pour piano, clarinette et violoncelle op.11 et op.38 avec Jérôme Ducros, Florent Héau (Harmonia Mundi / Zig-Zag Territoires, 2005)
- Johannes Brahms : 3 sonates pour violoncelle et piano, avec Michel Dalberto (Warner, 2008)
- Frédéric Chopin : L'œuvre pour violoncelle et piano avec Brigitte Engerer (2003)
- Olivier Greif : Par la chute d'Adam (concerto pour violoncelle) avec l'Orchestre national de France, dir. Jean-Claude Casadesus ; Sonate de requiem pour violoncelle et piano avec Giovanni Bellucci (Universal, 2010)
- Camille Saint-Saëns : Concerto pour violoncelle nº 1, Sonate pour violoncelle et piano nº 1, Romance pour violoncelle et piano, Le Carnaval des animaux avec Boris Berezovsky, Brigitte Engerer et l'Ensemble orchestral de Paris, dir. Joseph Swensen
- L'Invitation au voyage (musique française) avec Brigitte Engerer (Warner, 2007)
- Le violoncelle romantique (œuvres de Weber, Grieg, Offenbach, Chopin, Liszt, Dvorak, Rachmaninov…) avec François-Frédéric Guy (Pierre Verany 1995)
- Michel Legrand : Concerto pour violoncelle avec l'Orchestre philharmonique de Radio France, dir. Mikko Franck (Sony, 2017)
- Vocello (œuvres de Purcell, Tavener, Ockeghem, Tanguy, Dowland, Escaich, Clemens non papa, Hersant, Janulyte) avec l'ensemble vocal Sequenza 9.3, dir. Catherine Simonpietri (Decca, 2017)
- Joseph Jongen : Oeuvres pour violoncelle et orchestre - Henri Demarquette (Violoncelle), Christian Arming (Chef d'orchestre), Orchestre Philharmonique de Liège (Interprète) CD album Paru le 28 avril 2017
- Coffret musique française : Henri Demarquette (Violoncelle), Gabriel Fauré (Compositeur), Jean Cras (Compositeur), Joseph Guy Ropartz (Compositeur) CD album Paru le 24 avril 2017